# أنجيلو داغوستينو
أنجيلو داغوستينو (بالإنجليزية: Angelo D'Agostino)‏ هو متزلج فني أمريكي، ولد في 26 فبراير 1963، وتوفي في 26 مايو 2016.